# A Cổ Bách
A Cổ Bách hay A Cổ Bá (tiếng Ba Tư: یعقوب بیگ, Muhammad Yaqub Bek, tiếng Uyghur: Яқуб-Бәг Бәдөләт Хан, ياقۇب بەگ بەدۆلەت خان, tiếng Uzbek: Yoqub bek; 1820 - 1877) là một nhà thám hiểm, thủ lĩnh quân sự người Tajik và là người đứng đầu nhà nước Kashgar ở thế kỷ thứ 19. A Cổ Bách là thủ lĩnh đối đầu với nhà Thanh xung quanh vấn đề Tân Cương, các lực lượng của ông đã quật khởi, đánh chiến nhiều nơi ở các vùng Tân Cương, làm chủ vùng lòng chảo Tarim từ năm 1865 - 1877, uy hiếp mạnh mẽ đến cương vực phía Tây của nhà Thanh.
Đứng trước tình hình đó, nhà Thanh đã cử viên tướng Tả Tông Đường xuất quân tây chinh để giành lại Tân Cương. A Cổ Bách cùng quân đội chiến đấu quyết liệt với quân nhà Thanh suốt nhiều năm. Nhưng do quân Thanh được chuẩn bị tốt nên dần chiếm lại ưu thế tại vùng Tân Cương. Đến khi A Cổ Bách chết thì quân Thanh thừa cơ chiếm lại toàn bộ vùng Tân Cương.

## Thân thế
A Cổ Bách sinh ra tại thị trấn Pskent thuộc hãn quốc Kokand (thuộc Uzbekistan ngày nay). Thời trẻ, ông phục vụ trong quân đội của các khả hãn Kokand và có những sự thăng tiến cấp bậc rất nhanh chóng. Năm 1847, khi mới 27 tuổi, ông là tổng chỉ huy của pháo đài Ak-Mechet cho đến năm 1853 khi đế quốc Nga chiếm đóng khu vực này. Trong khoảng một năm sau đó, ông nhiều lần dẫn quân giành lại quyền kiểm soát pháo đài này nhưng thất bại. Năm 1864, Beg được điều đi Taskent để chống lại quân Nga.